# Couvent des Cordeliers de Châlons-en-Champagne
Le couvent des Cordeliers est un ancien couvent de Cordeliers situé à Châlons-en-Champagne, en France.

## Localisation
La porte se trouve dans la rue éponyme de Châlons-en-Champagne.

## Histoire
En 1222, l'évêque Guillaume du Perche fait construire le couvent.
Il fut établi sur la place des Filles-Dieu qui furent relogées à l'Hôpital du Saint-Esprit. Le couvent reprenait aussi l'ancienne chapelle Sainte-Barbe ainsi que celle du Saint-Sépulcre. Le couvent possédait aussi un cloître.
En 1518, l'insubordination dans le couvent atteignait un tel degré que les autorités de la ville, soutenues par le pape, furent obligées d'user de la force pour y rétablir l'ordre. Un acte de 1612 montre que les bâtiments étaient la possession de la ville. Tout fut saisi et vendu sous la Révolution française, il subsiste la porte qui permettait d'aller à l'église.

## Actuellement
Il ne subsiste que la porte.

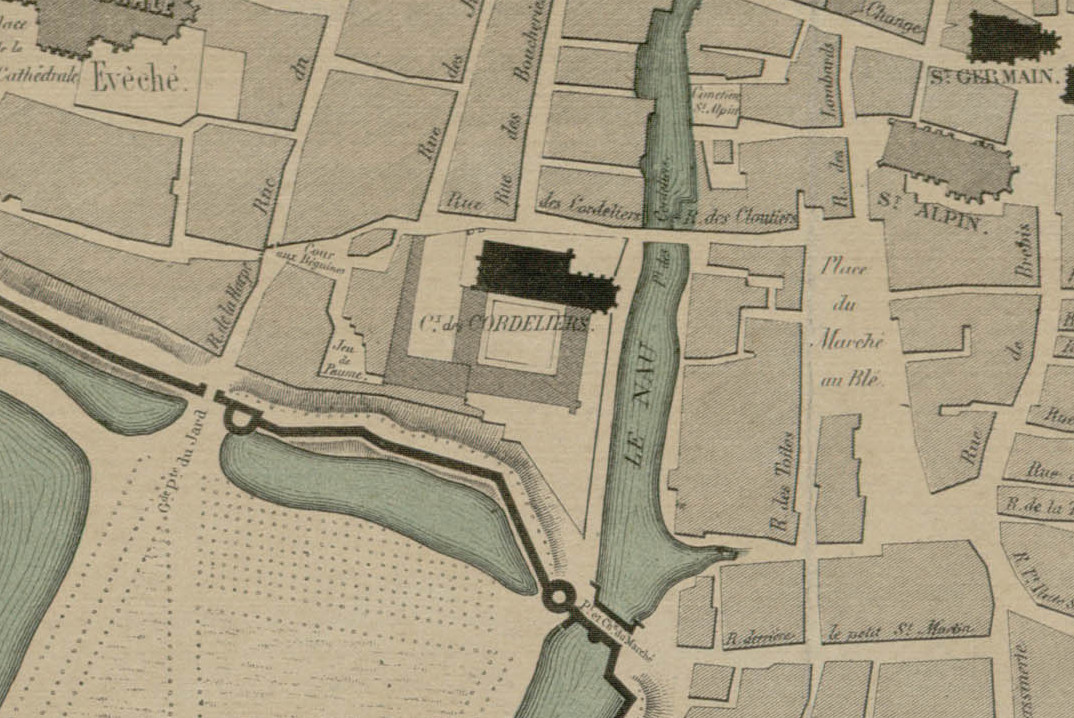
Sur une carte de 1755, en noir entre le pont des Archers
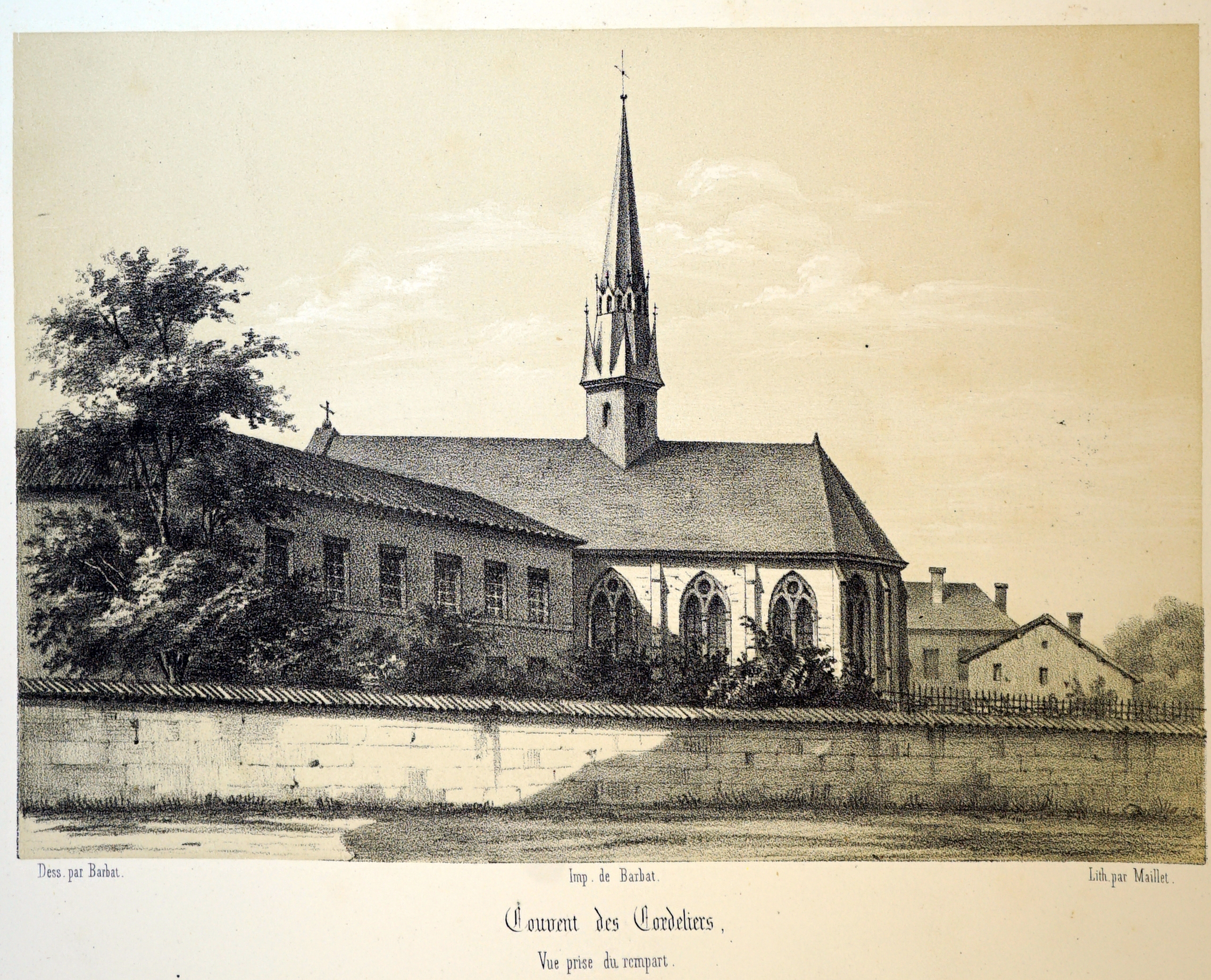
et la porte du Jard.
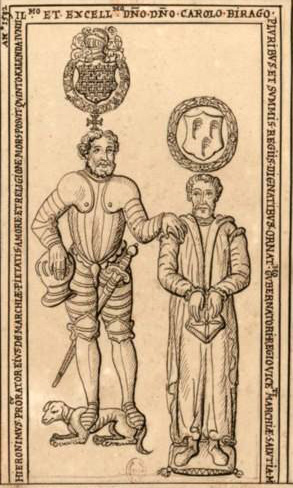
Charles de Birague, tombe relevée par Roger de Gaignières.

## Sources
- Louis Barbat, Histoire de la ville de Châlons-sur-Marne et de ses monuments depuis son origine jusqu'à l'époque actuelle (1854) en deux volumes dont 1 de planches, Châlons-sur-Marne : T. Martin , 1855-1860.